# 제35회 베를린 국제 영화제
제35회 베를린 국제 영화제는 1985년 2월 15일에 열린 시상식이다.

## 수상 및 후보

### 황금곰상
- 우먼 앤드 더 스트레인저 - 라이너 사이먼 수상
- 웨더비 - 데이비드 헤어 수상

### 은곰상:심사위원상
- 파라다이스 - 이슈 파텔 수상

### 은곰상:감독상
- 마음의 고향 - 로버트 벤튼 수상

### 은곰상:여자연기자상
- 롱 월드 - 조 케네디 수상

### 은곰상:남자연기자상
- 스티코 - 페르난도 페르난 고메즈 수상

### 은곰상:예술공헌상
- 산적의 딸 로냐 - 타제 다니엘손 수상

### 황금곰상:단편영화상
- 프럼 더 레포츠 오브 시큐리티 가드 & 패트롤 서비시즈 파트 1 - 헬케 잔더 수상

### 은곰상:공헌상
- 디센던트 오브 더 스노우 레오파드 - 톨로무시 오크예프 수상